# Цыбулькин, Эдуард Кузьмич
Эдуа́рд Кузьми́ч Цыбулькин (17 июня 1938, Севастополь — 16 сентября 2001, Санкт-Петербург) — советский и российский врач-педиатр, детский анестезиолог-реаниматолог, доктор медицинских наук, профессор, организатор и первый заведующий кафедрой неотложной педиатрии факультета усовершенствования врачей Санкт-Петербургской педиатрической медицинской академии, основоположник детской реаниматологической службы в Ленинграде, главный внештатный специалист детский анестезиолог-реаниматолог Главного управления здравоохранения Ленгорисполкома, позже Комитета по здравоохранению Санкт-Петербурга. Сын капитана 1 ранга, кандидата технических наук, доцента, заведующего (1959—1964 гг.) кафедрой радиотехнических и телекоммуникационных систем Таганрогского радиотехнического института Кузьмы Васильевича Цыбулькина.

## Биография
Родился в Севастополе, в семье морского офицера Кузьмы Васильевича Цыбулькина и его жены Сары Зямовны. В раннем детстве у мальчика был диагностирован врождённый порок сердца, сопровождавшийся существенными нарушениями кровообращения. Когда Эдуарду исполнилось три года, началась Великая Отечественная война, и семья была эвакуирована. Через два года после окончания войны в связи с зачислением отца в Военно-морскую академию кораблестроения и вооружения им. А. Н. Крылова семья переехала в Ленинград.
В 1953 году в своей клинике Военно-медицинской академии академик П. А. Куприянов прооперировал первого больного с врождённым пороком сердца. Операция означала рождение нового направления в науке, получившего название кардиохирургия. Цыбулькину требовалась куда более сложная операция, и П. А. Куприянов сделал её уже 18 марта 1954. Хотя вначале не все подобные операции заканчивались успешно, Цыбулькину повезло. Он оказался среди первых, кто выжил после столь серьёзного вмешательства, во многом благодаря тому, что ещё долгие недели его выхаживали кардиолог, ученица М. С. Маслова — К. Ф. Ширяева и помощник П. А. Куприянова — С. Л. Либов.

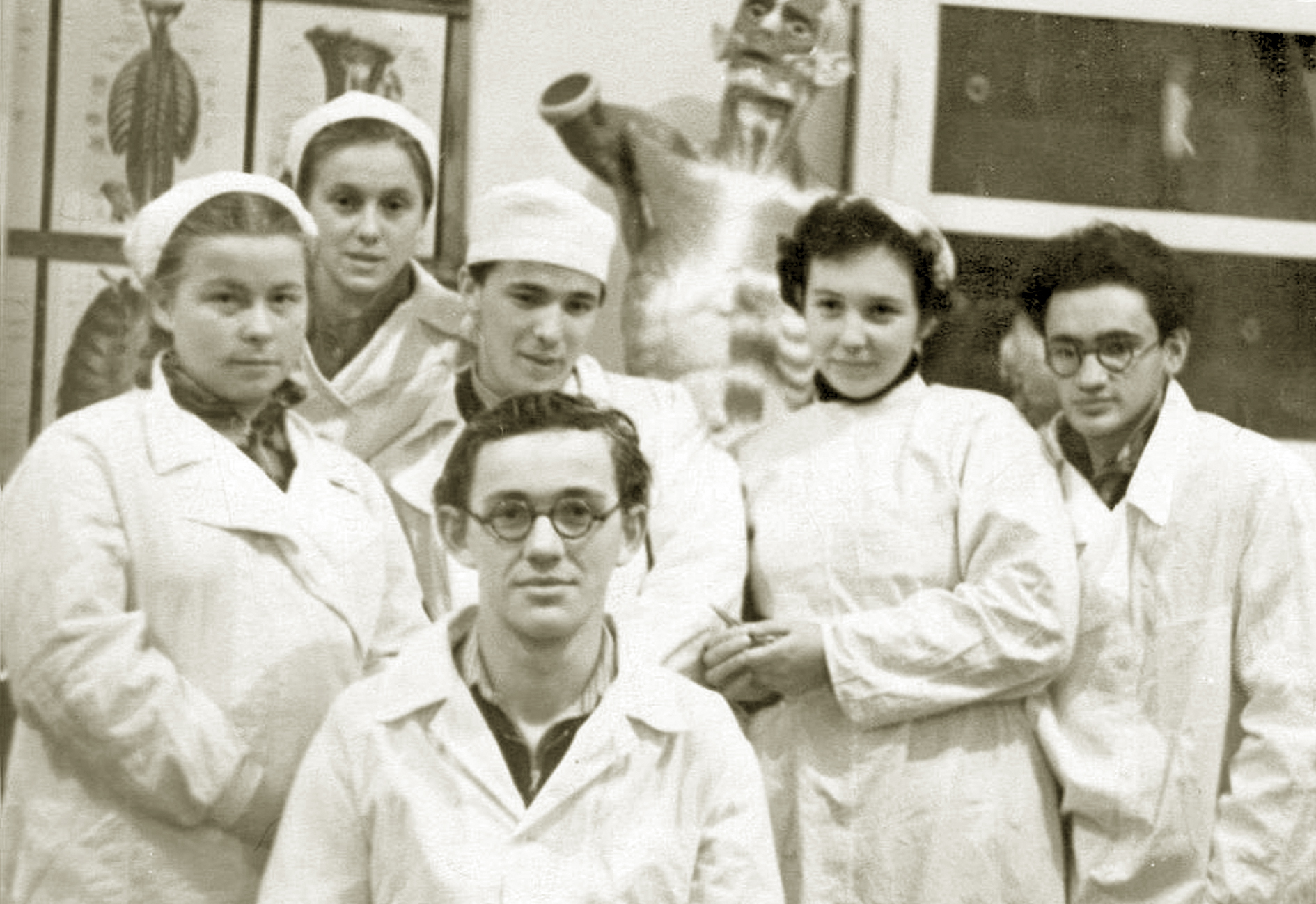
На первом курсе ЛПМИ. Н. П. Шабалов (в центре) и Э. К. Цыбулькин (крайний справа). 1957 г.

С окончанием в 1956 г. школы Цыбулькин поступил в Ленинградский педиатрический медицинский институт (ЛПМИ). Как свидетельствует его близкий друг профессор Н. П. Шабалов, только вмешательство П. А. Куприянова позволило Цыбулькину пройти медицинскую комиссию перед сдачей документов в приёмную комиссию. В отличие от многих, он с первого дня учёбы ясно представлял себе, чем будет заниматься в будущем. На собственном недавнем опыте он понял, что любая, даже самая сложная операция — это ещё не всё. Без грамотного послеоперационного лечения и выхаживания пациента успеха не будет. Именно в эти годы на базе клиники П. А. Куприянова была создана первая в СССР кафедра анестезиологии и реанимации. Возможно, это повлияло и на собственный выбор Цыбулькина. Ещё будучи студентом младших курсов, он стал одним из самых активных участников студенческого научного общества при кафедре детской хирургии. В те годы Цыбулькин увлекся «стратегией боли» Югенара-Лабори и теорией стресса Ганса Селье. Он неоднократно выступал с докладами, опубликовал ряд статей, был удостоен премий Всесоюзных конференций студенческих научных кружков. С 1960 г. Цыбулькин совмещал учёбу в институте с работой наркотизатором в детской хирургической клинике.

### От клинического ординатора до организатора собственной кафедры

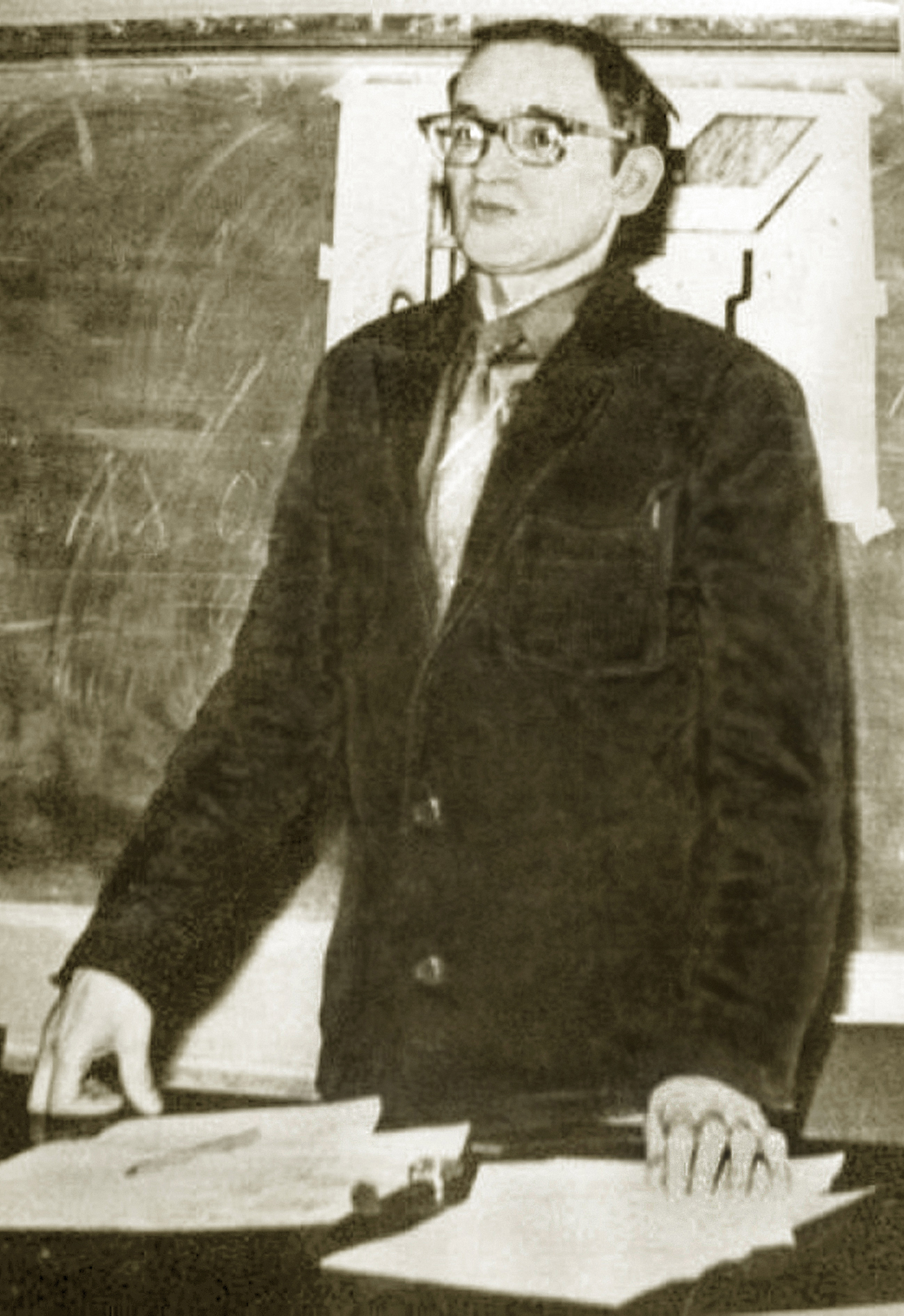
Э. К. Цыбулькин во время защиты диссертации

Окончив в 1962 г. институт, Цыбулькин был зачислен в клиническую ординатуру кафедры детской хирургии ЛПМИ. С 1959 г. ею руководил профессор Гирей Алиевич Баиров, начавший активно развивать совершенно новое направление в детской хирургии — оперативное лечение новорождённых с врождёнными пороками развития. Непосредственным руководителем Цыбулькина стала заведующая первым в Ленинграде отделением детской анестезиологии и реанимации М. А. Канаева. Под её руководством, получив на кафедре профессора Военно-медицинской академии Ю. Н. Шанина специализацию по анестезиологии-реаниматологии, Цыбулькин стал разрабатывать вопросы анестезиологического обеспечения, реанимации и интенсивной терапии новорождённых. В 1964 году с окончанием клинической ординатуры он был оставлен на кафедре детской хирургии ЛПМИ.
В 1963 г. Г. А. Баиров стал членом-корреспондентом Академии медицинских наук СССР, что позволило ему организовать собственную академическую группу. В 1967 г. на должность младшего научного сотрудника группы он пригласил Э. К. Цыбулькина. В этой должности Цыбулькин в 1968 году стал одним из организаторов первого в стране отделения реанимации на 3 койки и 12 коек интенсивной терапии для новорождённых детей с хирургической патологией.
В том же году Цыбулькин защитил кандидатскую диссертацию «Физиологические предпосылки парентеральной жидкостной терапии в хирургии новорождённых». В ней он дал четкое патофизиологическое обоснование необходимости мониторинга функционального состояния почек и водно-электролитного баланса для детей с жизнеугрожающими состояниями с целью строгого расчёта параметров жидкостной терапии.
С 1970 года при самом непосредственном участии В. И. Гордеева и Э. К. Цыбулькина, а во многом и по их инициативе на кафедре детской хирургии ЛПМИ началось последовательное строительство анестезиолого-реаниматологического образования студентов и врачей. Сначала это был курс повышения квалификации врачей, на котором ставший в 1972 г. ассистентом кафедры детской хирургии, а с 1976 г. — доцентом, Цыбулькин вёл цикл занятий. В 1986 г. защитил докторскую диссертацию: «Парентеральное питание и инфузионная терапия в хирургии новорождённых». Вскоре, в 1987 г. на факультете усовершенствования врачей была создана кафедра неотложной педиатрии под его руководством. Вся эта деятельность в силу своей новизны требовала серьёзной организационной, кадровой и учебно-методической работы. Кроме того, было создано студенческое научное общество, куда пришли те студенты, которые рассматривали анестезиологию и реанимацию в качестве своей будущей профессии.

### Первый опыт формирования службы реанимации детской городской многопрофильной больницы

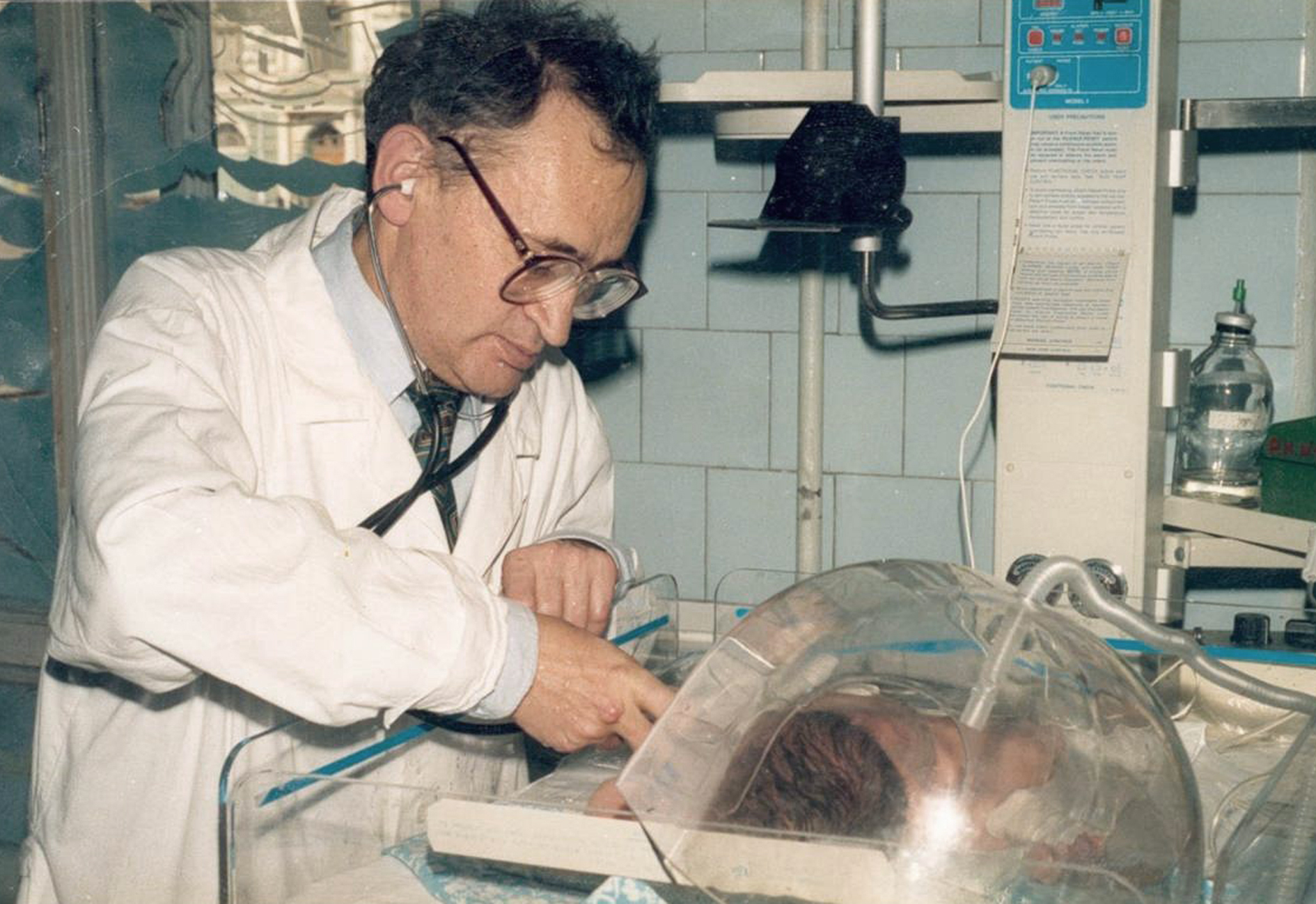
В отделении реанимации новорождённых

В 1977 г. в Ленинграде была открыта Детская городская больница № 1. Это был вновь построенный хорошо оснащённый многопрофильный стационар на 600 коек, более половины из которых имели хирургический профиль. Одним из важнейших его подразделений оказалось первое в Ленинграде отделение патологии новорождённых, включавшее койки для хирургического лечения детей с врождёнными пороками развития. Главный врач Г. А. Зайцев сумел привлечь в больницу ведущих специалистов ЛПМИ. Профессор кафедры пропедевтики детских болезней И. М. Воронцов командировал сюда своих сотрудников: А. Я. Пучкову, затем Р. В. Болдырева. Неонатологию возглавил профессор Н. П. Шабалов. С кафедры детской хирургии Г. А. Баиров выделил свои лучшие силы — доцента К. Л. Дрейер для руководства всей хирургической службой, а также троих хирургов-неонатологов. В задачу Цыбулькина входила организация анестезиологической и реанимационной служб.
В зону ответственности Э. К. Цибулькина помимо отделения анестезиологии, входили три отделения реанимации: инфекционной — для инфекционно-соматических больных, хирургической — для послеоперационных больных и отделение реанимации новорождённых. Ключевые должности ведущих реаниматологов заняли воспитанники кафедры детской хирургии и ученики Эдуарда Кузьмича И. Н. Меньшугин и В. А. Любименко.

### У истоков автоматизированной диагностической системы дистанционного наблюдения и принятия решения

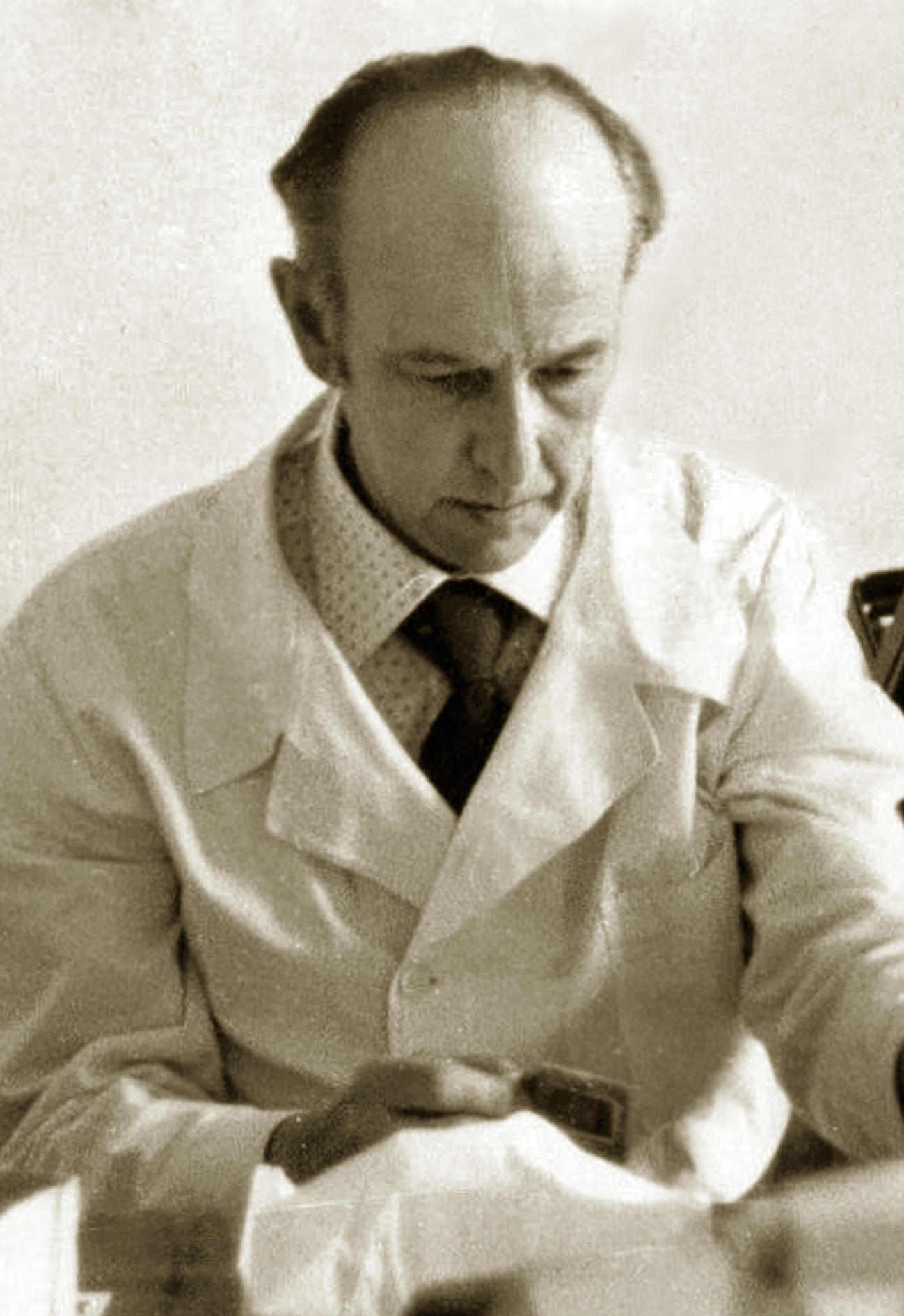
Профессор Евгений Викторович Гублер

С конца 70-х годов Э К. Цыбулькин в содружестве с главным педиатром Ленгорисполкома профессором И. М. Воронцовым и специалистом в области информационных технологий в биологии и медицине профессором Е. В. Гублером, при участии педиатрической подстанции скорой помощи во главе с А. М. Гусаровым, приступил к организации первого в СССР Реанимационно-консультативного центра (РКЦ). Приказом Главного управления здравоохранения исполкома Ленсовета он был официально открыт при ДГБ № 1 в 1980 г. и был призван на основе разработанных и внедрённых угрозометрических шкал, дистанционно контролировать динамику течения заболевания у детей с угрожающими состояниями, находящихся в различных стационарах, где отсутствовали собственные отделения реанимации. Вскоре при участии профессора Н. П. Шабалова и В. А. Любименко Эдуардом Кузьмичом был создан аналогичный центр (РКЦН) для дистанционного наблюдения за новорождёнными в родильных домах.
При определённых обстоятельствах в больницу или родильный дом направлялась специально созданная мобильная бригада детских реаниматологов, которая оказывала помощь на месте, а по мере необходимости транспортировала пациентов в реанимационные отделения многопрофильных стационаров. В 1993 году аналогичный РКЦ Э. К. Цыбулькиным при непосредственном участии главного педиатра Ленинградской области профессора Пуриня В. И. был открыт в Ленинградской областной детской больнице, а ещё раньше (1990 г.) система РКЦН была внедрена в Свердловске.
Система РКЦ приобрела свой законченный вид с созданием в сотрудничестве с Л. Д. Мешалкиным «рабочего места врача-диспетчера» — программы дистанционного интенсивного наблюдения в автоматизированном режиме (ДИНАР). Внедрение системы РКЦ в Ленинграде позволило уже в первые годы существенно снизить показатели детской смертности. Это стало основанием для широкого распространения её по стране. Сегодня РКЦ (преимущественно РКЦН) организован более чем в 30 административных округах России.

### Служба эфферентной терапии
Следующим делом Цыбулькина стала организация в Детской городской больнице № 1 первого отделения экстракорпорального очищения крови. Начало было положено ещё в 1973 г., в стенах детской больницы им. Веры Слуцкой на 2-й Линии Васильевского острова. В тот год по инициативе Г. А. Зайцева (тогда — главного врача этой больницы), профессора Института гематологии и переливания крови Н. А. Алексеева и Э. К. Цыбулькина было открыто первое в Северо-западном регионе СССР отделение гемодиализа для детей. Заведовала отделением жена Эдуарда Кузьмича — Г. И. Цыбулькина. В 1977 г. отделение гемодиализа было переведено в ДГБ № 1, где его новым заведующим стал А. П. Гнипов.
Идею внедрения методов экстракорпоральной гемокоррекции в клиническую практику Э. К. Цыбулькин реализовал в ДГБ№ 1 во вновь созданной лаборатории острого гемодиализа (зав. отделением В. Ф. Серков). На базе этой лаборатории, кроме прямого назначения — проведение гемодиализа детям с острой почечной недостаточностью, было начато использование других методов гемокоррекции (гемосорбция, плазмаферез, цитаферез, ультрафиолетовое облучение крови и др.) В дальнейшем лаборатория острого гемодиализа была переименована в отделение гемосорбции, гравитационной хирургии крови (зав. отделением М. И. Абрамзон). Первая в СССР мобильная бригада гемосорбции (В. А. Однопозов), созданная по инициативе Эдуарда Кузьмича, имела возможность провести сеанс экстракорпорального очищения крови в любом стационаре города и области.
Велика заслуга Цыбулькина и его коллег в разработке технологии выхаживания больных с ожоговой травмой. Если ранее, удавалась спасти не всех детей с площадью поражения около 20 %, то с внедрением ранней некрэктомии (А. Г. Баиндурашвили) и экстракорпоральных методик стали успешно лечить детей с ожоговой поверхностью в 70 и более процентов. Одновременно на кафедре, руководимой Цыбулькиным, широко изучались методы экстракорпорального очищения при гнойно-септических заболеваниях (В. Ф. Серков, Н. Н. Каплин), гипербилирубинемии новорождённых (Л. И. Шишкина), бронхиальной астме (Т. Н. Котова).
В 80-е годы Цыбулькиным на базе ЛенГИДУВа был организован ежемесячный семинар по эфферентным методам коррекции, ставший прообразом созданной позже под руководством профессора К. Я. Гуревича кафедры нефрологии и эфферентной терапии МАПО. В этой области у Цыбулькина оказалось особенно много собственных разработок, приоритет на многие из которых был подтверждён авторскими свидетельствами.

### Организация специализированного кардиохирургического отделения реанимации
В годы горбачёвской перестройки Э. К. Цыбулькин стоял у истоков создания первого в Ленинграде кардиохирургического отделения для лечения детей с врождёнными пороками сердца. Инициаторами этой идеи, кроме него, были ещё три человека: главный врач Детской городской больницы № 1 В. А. Морозов (в те годы депутат Верховного Совета РСФСР), профессор И. М. Воронцов и ученик академика П. А. Куприянова, профессор А. Б. Зорин. Им удалось завязать тесное сотрудничество с кардиохирургическим центром Окленда (США), в содружестве с врачами которого был дан старт международной программе «От сердца к сердцу». В рамках этой программы Цыбулькин с коллегами из больницы создали новое отделение — кардиореанимацию и освоили новую для себя дисциплину — перфузиологию.
Возглавил это направление в больнице ученик и единомышленник Цыбулькина — И. Н. Меньшугин. Будучи уже именитым профессором, пионером в области детской реаниматологии в Ленинграде, Цыбулькин напрямую столкнулся с необходимостью решать ту проблему, которая в детские годы едва не стоила ему жизни.

### Создание сети отделений реанимации и интенсивной терапии для детей

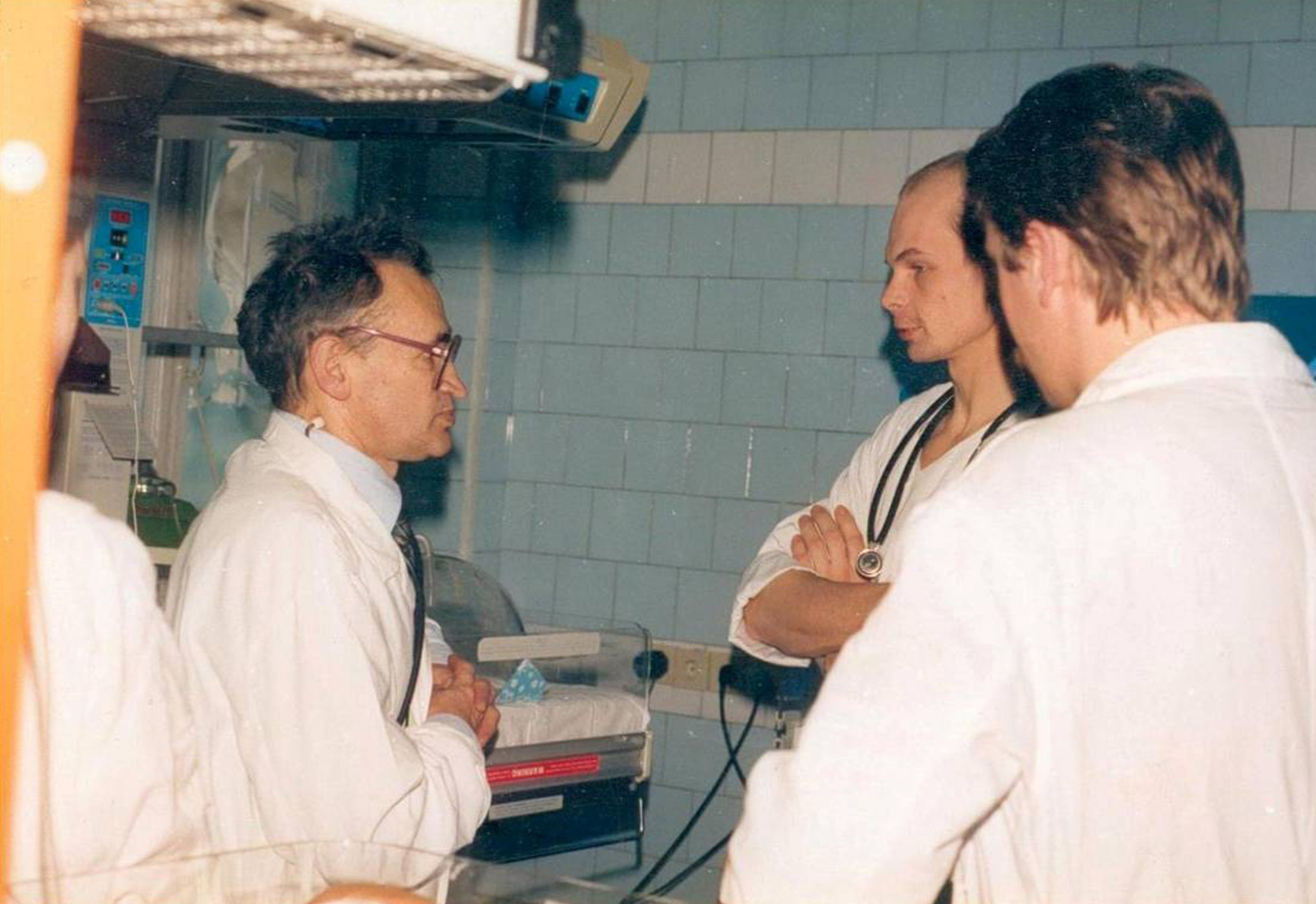
Э. К. Цыбулькин и асс. А. М. Пулин в отделении реанимации ДГБ № 17

В январе 1991 года на базе Детской городской больницы № 17 было открыто отделение реанимации и интенсивной терапии. Заведовали отделением: А. П. Кучеров, затем Н. Ю. Волков и А. М. Пулин. (А. П. Кучеров и А. М. Пулин одновременно были ассистентами кафедры Неотложной педиатрии ФУВ ЛПМИ). Работа отделения была неразрывно связана с образовательной деятельностью. На этой базе проходили обучение неонатологи и реаниматологи из разных регионов России.
С принятием в 1992 г. Россией Международной конвенции о правах ребёнка Минздрав РФ издал приказ, обязывающий выхаживать детей с массой тела более 500 г. По инициативе Эдуарда Кузьмича оказание помощи детям, рождённым с малой и экстремально малой массой тела, стало основной задачей отделения реанимации ДГБ № 17. Он принял активное участие в становлении нового отделения — обучал врачей, консультировал больных, руководил научной деятельностью. Результатом этой работы стало совершенствование технологии оказания помощи недоношенным детям и существенное снижение летальности среди этих пациентов. Так, согласно отчётным данным отделения реанимации и интенсивной терапии ДГБ № 17 в период с 1995 по 2000 г., показатель летальности в группе детей с массой тела при рождении от 1000 г. до 1500 г. снизился с 40 % до 11,6 %, а в группе детей, рождённых с массой тела до 1000 г. — с 55 % до 26 %.
Основной мотив деятельности Цыбулькина можно определить фразой: «жизнь каждого пациента имеет исключительное значение». Он считал необходимым изучать влияние технологий реанимации и интенсивной терапии на последующее качество жизни пациентов, оценивать отдалённую безопасность методов ургентной терапии. Эта идея была реализована им совместно с доцентом кафедры психоневрологии Л. А. Фёдоровой путём внедрения в стационаре системы реабилитации послереанимационных больных.
В те же годы с участием Э. К. Цыбулькина были созданы отделения реанимации и интенсивной терапии в детских городских больницах № 4 и № 22 в г. Колпино.
Ещё одной службой реанимации и интенсивной терапии, которая была организована по проекту Цыбулькина, стало отделение во вновь построенной в 1996 г. Детской инфекционной больнице № 5 им. Н. Ф. Филатова. В этом многопрофильном стационаре на 650 мест, половина коек имела хирургический профиль, что потребовало отделения реанимации, ориентированного как на послеоперационных больных, так и на инфекционных, в том числе с летучими инфекциями. Специально для этой больницы на кафедре Э. К. Цыбулькина была подготовлена группа врачей-реаниматологов.
Вспышка давно забытой в Санкт-Петербурге дифтерии в 1995—1996 годах стала основанием для реформирования отделения реанимации и интенсивной терапии Института детских инфекций (НИИДИ), который имел статус медицинского учреждения федерального подчинения. Здесь Э. К. Цыбулькин активно участвовал в организации помощи больным дифтерией. Предложенная им схема лечения позволила спасти жизнь практически всем пациентам.
В результате деятельности Цыбулькина заведующим кафедрой неотложной педиатрии Педиатрического института и главным внештатным специалистом детского анестезиолога-реаниматолога, к середине 90-х годов в Санкт-Петербурге была создана целая сеть отделений реанимации и интенсивной терапии при детских стационарах, а также запущен процесс создания отделений и палат интенсивной терапии для новорождённых при родильных домах. Была налажена стройная система подготовки и переподготовки врачей — детских анестезиологов-реаниматологов в рамках интернатуры, клинической ординатуры и циклов повышения квалификации. Такая разветвлённая система с каждым годом увеличивала нагрузку на Цыбулькина. Ежедневные консультации реанимационных больных в разных больницах, преподавательская работа, встречи с диссертантами (под руководством Цыбулькина защищены 21 кандидатская и 1 докторская диссертации), работа над рукописями научных статей — все это отнимало массу сил. С годами к проблемам с сердцем присоединилось новое заболевание, которое неуклонно прогрессировало. Оно и стало причиной смерти Цыбулькина, который скончался 16 сентября 2001 в возрасте 63 лет.
Цыбулькин похоронен на Кузьмоловском кладбище недалеко от Санкт-Петербурга.

## Семья
- Жена: Галина Ивановна Цыбулькина (ур. Калашникова) — к.м.н., доцент кафедры детских болезней № 2 СПбГПМА.
- Сын: Илья Эдуардович — врач-реаниматолог;
- Дочь: Екатерина Эдуардовна — врач-эндокринолог;
- Семеро внуков.